# Drasteria convergens
Drasteria convergens là một loài bướm đêm thuộc họ Erebidae. Nó được phát hiện tại Núi San Bernardino ở tiểu bang California, Hoa Kỳ. Nó cái sải cánh dài khoảng 42 mm.